# Sisquer (Guixes)
Sisquer es una entidad de población española del municipio de Guixers, perteneciente a la provincia de Lérida, en la comunidad autónoma de Cataluña. Está ubicada en la comarca del Solsonés.

## Geografía
Entidad situada a 1182  sobre el nivel del mar. Es accesible desde la LV-4241 por la pista asfaltada a Montcalb. Pertenece a la comarca del Solsonés y está al este San Lorenzo de Morunys. Pertenece al municipio de Guixers (con centro administrativo en la Casa Nova de Valls).
Existe una localidad del mismo nombre en el municipio de La Vansa i Fórnols.

## Historia
El castillo de Sisquer, asentado sobre una colina data de 1270 y se encuentra en ruinas. En 1842, con Montcamp, constituía el municipio de Montcamp y Sisquer, que fue integrado años después en el de Guixers. La iglesia de Sant Andreu, en la masía y enclave de Valielles, estuvo agregada a la parroquia de Sisquer. Se editaron, en 1910, los gozos de San Esteban Protomártir, venerado en la parroquia de Cisquer. Setenta y tres años después, en 1983, Enric Balaguer i Mestres actualizó su letra.

## Demografía
- 4 habitantes (INE 2009).

- Datos: Q9077932
- Multimedia: Sisquer / Q9077932